# آلتینوا
آلتینوا (به ترکی استانبولی: Altınova) شهری است در کشور ترکیه که در استان یالوا واقع شده‌است و گویا پیشتر در استان بالیکسیر بوده است. جمعیت این شهر بر اساس سرشماری سال ۲۰۰۸ میلادی ۱۰٬۵۵۶ نفر و بر اساس برآوردهای سال ۲۰۰۹ میلادی ۱۰٬۸۳۹ نفر می‌باشد.